# Xã Monroe, Quận Mississippi, Arkansas
Xã Monroe (tiếng Anh: Monroe Township) là một xã thuộc quận Mississippi, tiểu bang Arkansas, Hoa Kỳ. Năm 2010, dân số của xã này là 8.727 người.